# Bucium (Alba)
Bucium, prononcé Boutchoum (allemand : Baumdorf ; hongrois : Bucsony) est une commune située dans le județ d'Alba, dans le pays motse, en Transylvanie, en Roumanie. Elle abrite une population de 1 454 habitants. Le nom Bucium fait référence à un instrument traditionnel pastoral de la musique roumaine ; le nom allemand signifie « village des arbres » et le nom hongrois évoque un départ, une séparation.

## Géographie
La commune est composée d'une trentaine de villages : Anghelești, Bisericani, Bucium, Bucium-Sat (« Bucium-Village »), Cerbu, Ciuculești, Coleșeni, Dogărești, Ferești, Florești, Gura Izbiței, Helești, Izbicioara, Izbita, Jurcuiești, Lupulești, Măgura, Muntari, Petreni, Poiana, Poieni, Stâlnișoara, Vâlcea, Valea Abruzelului, Valea Albă, Valea Cerbului, Valea Negrilesii, Valea Poienii, Valea Șesii et Văleni.

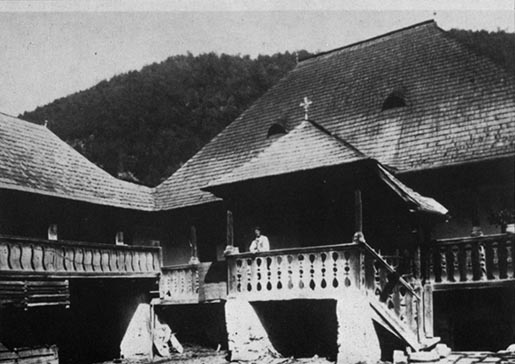
Ferme traditionnelle transylvaine de Bucium.

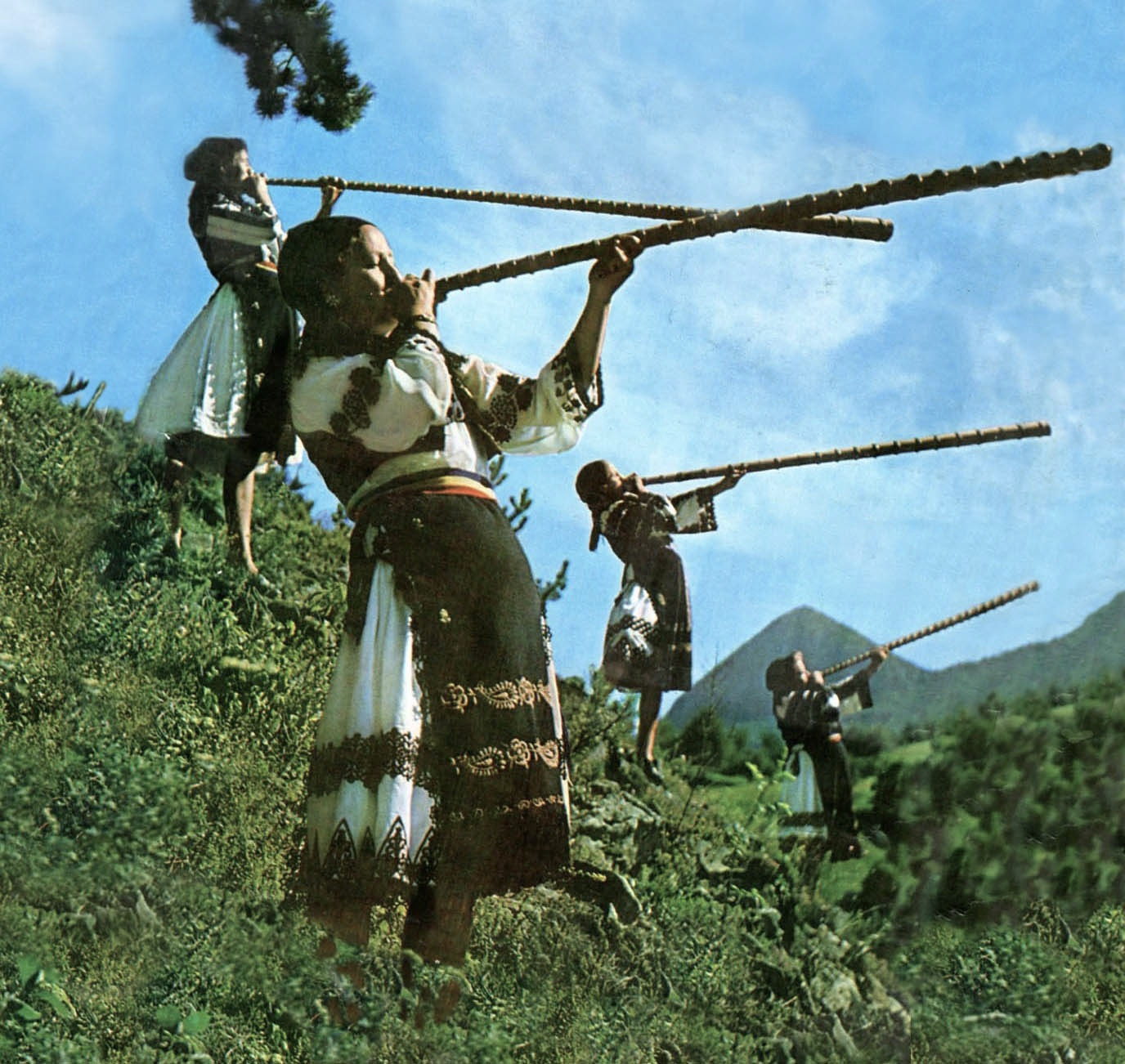
Appels au bucium, trompe en bois des bergers carpatiques appelés « motses ».

## Démographie
Au recensement de 2011, 96,9 % de la population se déclarent roumains, 2,95 % ne déclarent pas d'appartenance ethnique et 0,13 % déclarent appartenir à une autre ethnie.

## Politique
| Parti | Parti                                      | Sièges |
| ----- | ------------------------------------------ | ------ |
|       | Parti social-démocrate (PSD)               | 6      |
|       | Parti national libéral (PNL)               | 3      |
|       | Parti de la Grande Roumanie (PRM)          | 1      |
|       | Alliance des libéraux et démocrates (ALDE) | 1      |